# 福岡巨蛋
福岡巨蛋（日语：／ Fukuoka Dōmu），是位於日本福岡縣福岡市海濱百道開發區的多功能室內體育館（巨蛋），為日本職棒主要球場之一，於1993年落成啟用，目前為福岡軟銀鷹的主場。其屋頂可部分開啟。
2005年1月，在大榮鷹隊被軟體銀行收購成為軟銀鷹隊之際，福岡巨蛋導入冠名權，由軟體銀行子公司雅虎日本取得，於隔月25日更名為福岡雅虎日本巨蛋（日语：福岡Yahoo! Japanドーム；Fukuoka Yahoo! JAPAN Dome），通稱為雅虎巨蛋（日语：ヤフードーム；Yahoo Dome）。2013年1月，改名為福岡Yafuoku!巨蛋（日语：福岡 ヤフオク!ドーム；Fukuoka Yafuoku! Dome），其中「Yafuoku」是「Yahoo!拍賣」（Yahoo! Auctions）的意思，當時台灣也譯為「福岡Y拍巨蛋」。2014年名稱微調為福岡Yahuoku!巨蛋（Fukuoka Yahuoku! Dome）；2020年2月29日起改由電子支付公司PayPay冠名，更名為福岡PayPay巨蛋（日语：福岡PayPayドーム；Fukuoka PayPay Dome）。2024年4月25日起，由瑞穗金融集團與PayPay共同冠名，更名為瑞穗PayPay巨蛋福岡（日语：みずほPayPayドーム福岡；Mizuho PayPay Dome Fukuoka）。
福岡巨蛋為日本「五大巨蛋」之一，其他4者為札幌巨蛋、東京巨蛋、名古屋巨蛋及大阪巨蛋。

## 球場資訊

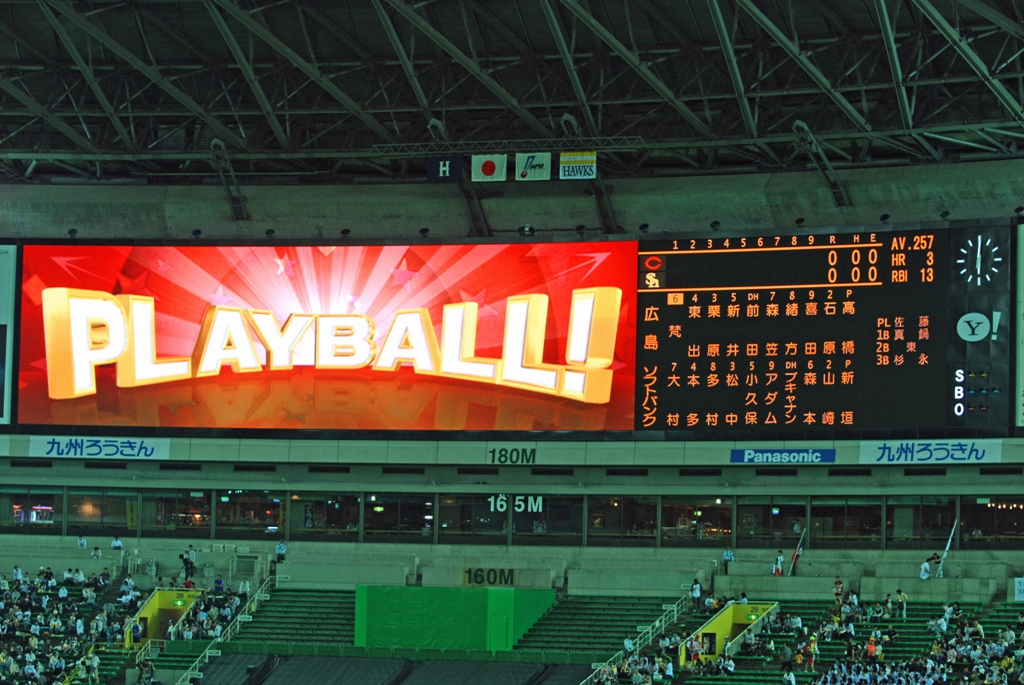
場內看板

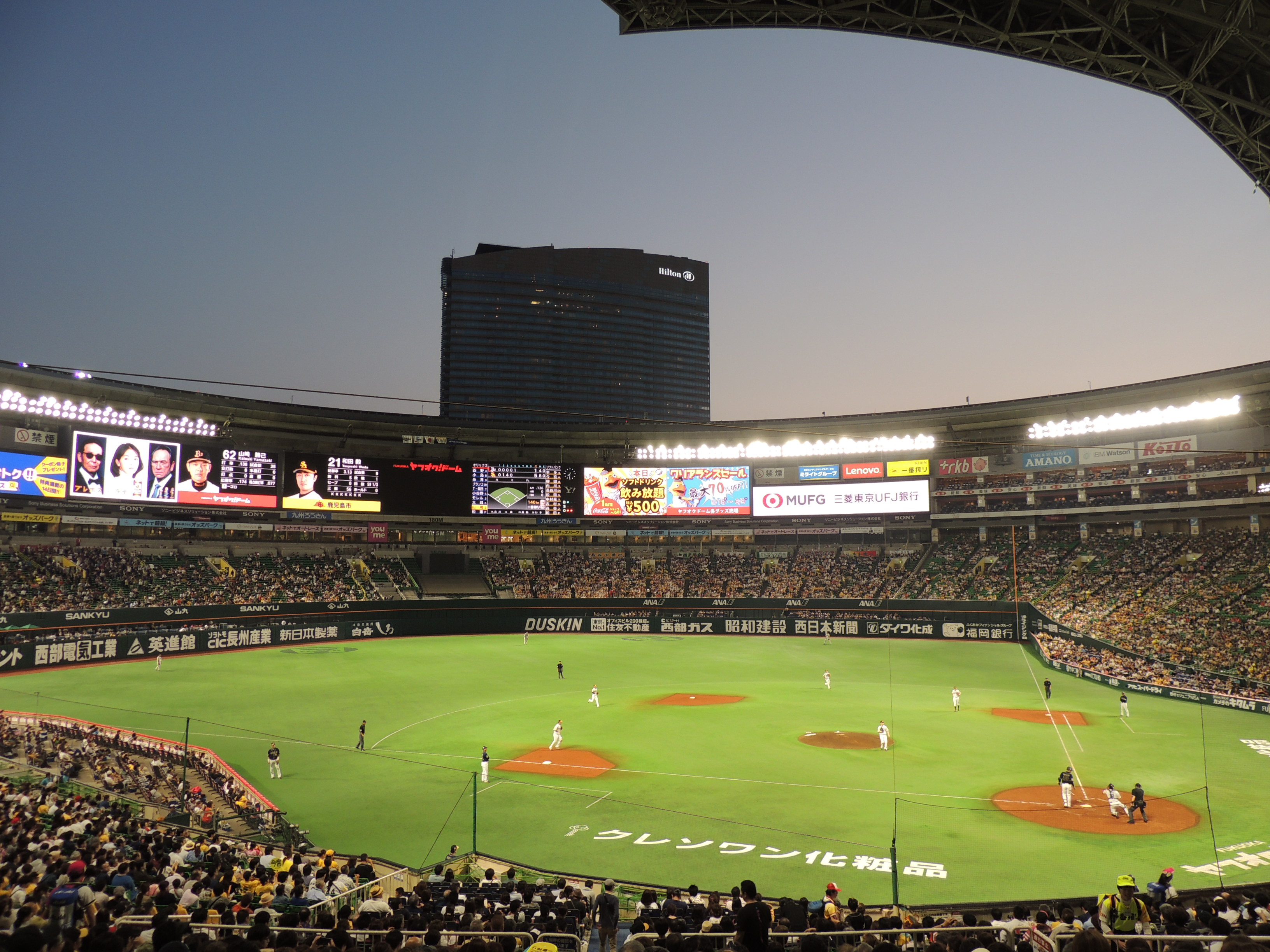
屋頂全開時樣貌

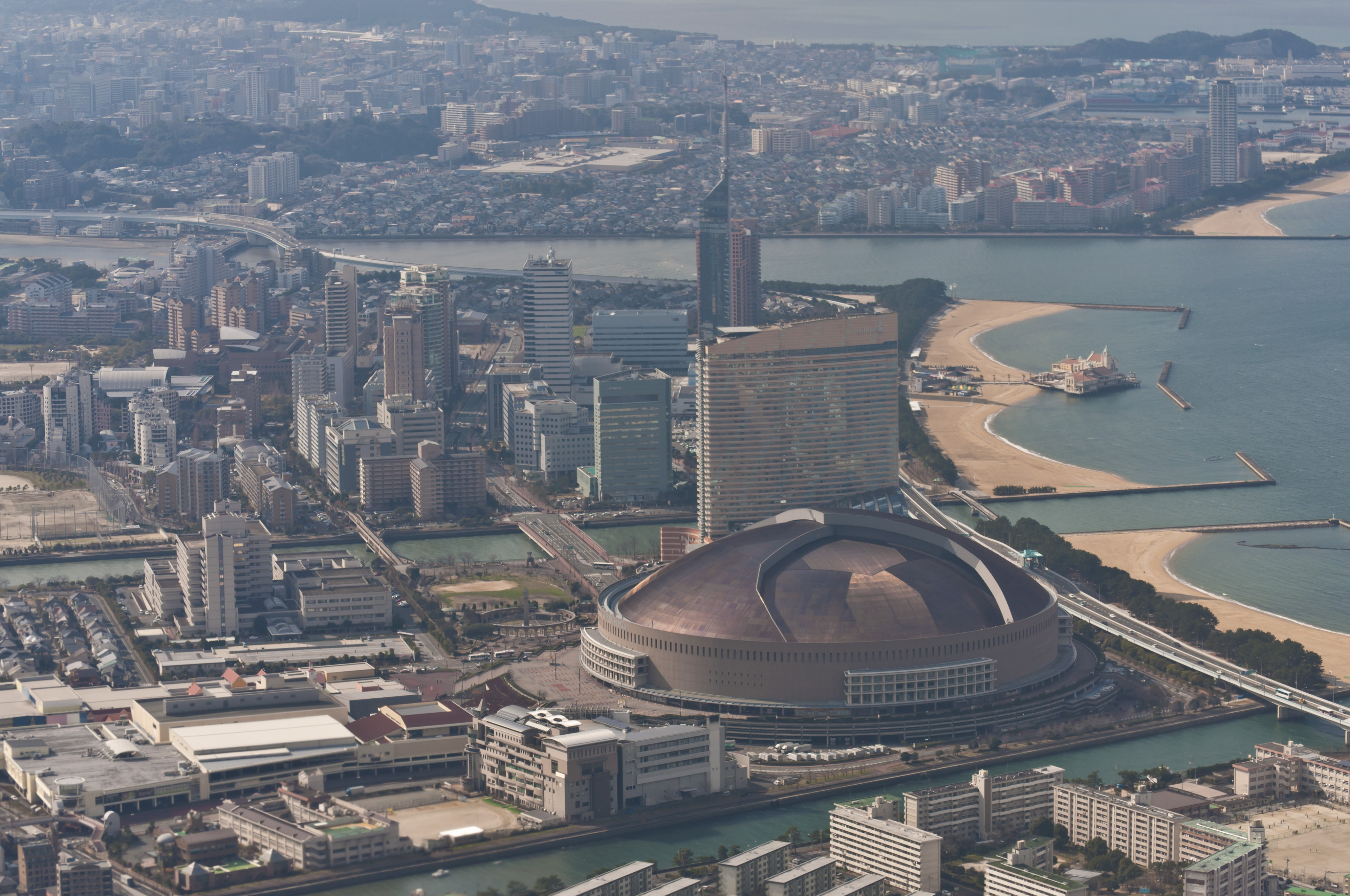
從空中俯瞰福岡巨蛋及海濱百道開發區

- 座落地址：日本福岡縣福岡市中央區地行濱2丁目2番2號
- 觀眾席數：35,695人（棒球賽時36,253人）※2014年底進行整建工程，容納人數增為38500人（含站票及貴賓席）
- 左外野：328英呎
- 中外野：400英呎
- 右外野：328英呎

## 外部連結
- 官方网站 （日語）
- Fukuoka SoftBank HAWKS （页面存档备份，存于） （繁體中文）
- 福岡巨蛋在台灣棒球維基館上的頁面（繁體中文）